# Familia Cruïlles
La familia Cruïlles es un linaje noble originario del pueblo del mismo nombre situado en el Bajo Ampurdán, muy cerca de la capital comarcal.  
Documentada desde el año 1035, se convirtió, a lo largo de los siglos en una de las familias más importantes de la Corona de Aragón.
El primer escrito del que se tiene constancia es el testamento de Jofre I, en el año 1035.
Esta familia ha dado a la historia muchos miembros notables, como Jofré II, que acompañó a Ramón Berenguer III a Mallorca en 1114; Galcerán, que acompañó a Pedro II a Las Navas de Tolosa en 1212 o Jofre Gilabert de Cruilles, almirante destacado en la campaña de Cerdeña. Incluso uno de sus miembros, Berenguer de Cruïlles, es considerado el primer diputado eclesiástico de la Diputación del General de Cataluña.[cita requerida] También ha dado importantes embajadores, parlamentarios, obispos y militares.
Hacia 1249, Gilaberto de Cruïlles se casa con la heredera de Peratallada, unificando patrimonio y convirtiéndose así en señores de buena parte del Bajo Ampurdán y trasladando al castillo de Peratallada su residencia. Sus posesiones se extendían desde Santa Pelaya hasta las playas de Bagur. A partir de entonces, sus miembros pasarían a llamarse de Cruïlles de Peratallada.
De las muchas líneas del tronco familiar principal, la originaria y más importante de ellas, afincada en Barcelona, es la que conserva los títulos nobiliarios de Barones de Cruïlles y el Marquesado de Castell de Torrent, este último otorgado en 1770 por Carlos III a Felipe de Cruïlles de Peratallada y de Peguera. 
Los Cruïlles, gracias a los matrimonios y las alianzas, consiguieron agrupar un importante patrimonio en lugares como Cruïlles, Peratallada, Bagur, Regencós, Vulpellach y Torrent, en el Bajo Ampurdán; San Hilario Sacalm, Riudarenas, Sils y Santa Coloma de Farnés en la comarca de Selva; Llissá de Munt en la comarca del Vallés Oriental; en la ciudad de Gerona; en Besalú y Beuda, en la comarca de la Garrocha; en Seriñá y Esponellá, en la comarca del Pla de l'Estany (todos ellos en la provincia de Gerona) y en Ibars de Urgel, comarca del Plana de Urgel; y Albesa en la comarca de la Noguera (Lérida).
En la actualidad, dichos títulos están en posesión de Susana de Cruïlles de Peratallada Jaumandreu.

## Ramas menores
- Cruïlles de Sicília o Cruyllas.
- Cruïlles de Vilobí, de la que descienden por línea materna los Condes de Solterra.
- Cruïlles de Rupit, extinguida
- Cruïlles de Santa Pau.